# فرودگاه لگازپی
فرودگاه لگازپی (به انگلیسی: Legazpi Airport) (به زبان بومی: Paliparan ng Legazpi) یک فرودگاه همگانی مسافربری با کد یاتا LGP است که یک باند فرود آسفالت دارد و طول باند آن ۲۲۸۰ متر است. این فرودگاه در کشور فیلیپین قرار دارد و در ارتفاع ۲۰ متری از سطح دریا واقع شده است.

## شرکت‌های هواپیمایی و مقصدهای پروازی

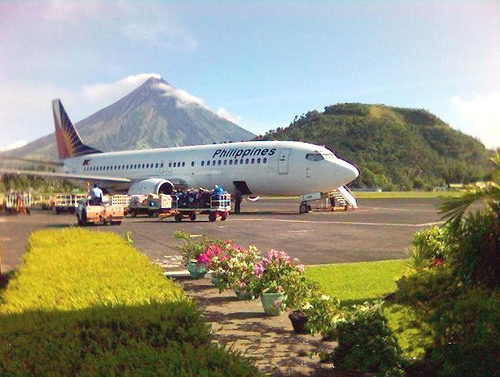
A فیلیپین ایرلاینز بوئینگ ۷۳۷ کلاسیک at Legazpi Airport

| شرکت‌های هواپیمایی                      | مقصدهای پروازی                                  |
| -------------------------------------- | ----------------------------------------------- |
| سبو پسیفیک                             | نینوی آکوئینو                                   |
| سبو پسیفیک اجرا توسط Cebgo             | مکتان-کبو                                       |
| فیلیپین ایرلاینز اجرا توسط PAL Express | مکتان-کبو(آغاز از ۱ دسامبر ۲۰۱۷), نینوی آکوئینو |